# Призант Лев Семенович
Лев Семенович Призант (нар. 5 листопада 1930, Калуга — пом. 1995) — український графік і педагог; член Спілки радянських художників України. Батько художника Віталія Призанта.

## Біографія
Народився 5 листопада 1930 року в місті Калузі (нині Росія). 1955 року закінчив Київський художній інститут, де навіався зокрема у Іларіона Плещинського.
Викладав у Київській республіканській художній середній школі імені Тараса Шевченка. Жив у Києві в будинку на вулиці Євгенії Бош, № 5/17, квартира № 10. Помер у 1995 році.

## Творчість
Працював у галузях станкової та книжкової графіки, переважно у техніках ліногравюри та акварелі. Серед робіт:
ілюстрації та оформлення книг
- «Герой нашого часу» Михайла Лермонтова (Київ, 1955);
- «Маленткий Мук» Вільгельма Гауфа (Київ, 1957);
- «Рідний Київ» Наталі Забіли (Київ, 1957);
- «Розгром» Олесандра Фадєєва (Київ, 1958);
- «Тече Дніпро в синє море» Марії Пригари (Київ, 1964);
- «Дівчина-чайка» Дніпрової Чайки (Київ, 1968).

станкова графіка
- «Кабарда» (1957, акварель);
- «Етюд» (1959);
- «Видубецький манастир у Києві» (1961, ліногравюра);
- «На Білому морі» (1966, ліногравюра);
- «Мати» (1967, ліногравюра);
- серія «По Сванетії» (1969).

Брав участь у республіканських виставках з 1957 року, всесоюзних — з 1958 року, зарубіжних — з 1959 року.